# Give It Up (The Good Men)
Give It Up is een nummer van het Nederlandse dj-duo The Good Men uit 1993.
Het nummer stond aanvankelijk op de B-kant van de 12", maar door goede reacties kwam het nummer op de A-kant. De plaat is een sambageoriënteerd housenummer met slechts de titel in de vocals. Het bevat samples uit Fanfarra (Cabua-Le-Le) en Magalenha van Sérgio Mendes, en uit I Need You Now van Sinnamon. "Give It Up" behaalde de 6e plaats in de Nederlandse Top 40, en de 18e positie in de Vlaamse Radio 2 Top 30. Ook buiten het Nederlandse taalgebied sloeg het nummer aan. Zo bereikte het de vijfde plaats in het Verenigd Koninkrijk en de 71ste plaats in de Amerikaanse Billboard Hot 100. In de Amerikaanse Billboard-danslijst bereikte het de eerste plaats. 
De zogenaamde "trommeltjeshouse" sloeg aan en meerdere platen van hetzelfde type verschenen. In 1995 samplede Simply Red het tromgeroffel uit "Give It Up" bijvoorbeeld in hun hit Fairground.